# Cis elongatus
Cis elongatus là một loài bọ cánh cứng trong họ Ciidae. Loài này được Montrouzier miêu tả khoa học năm 1861.